# Zweibettzimmer

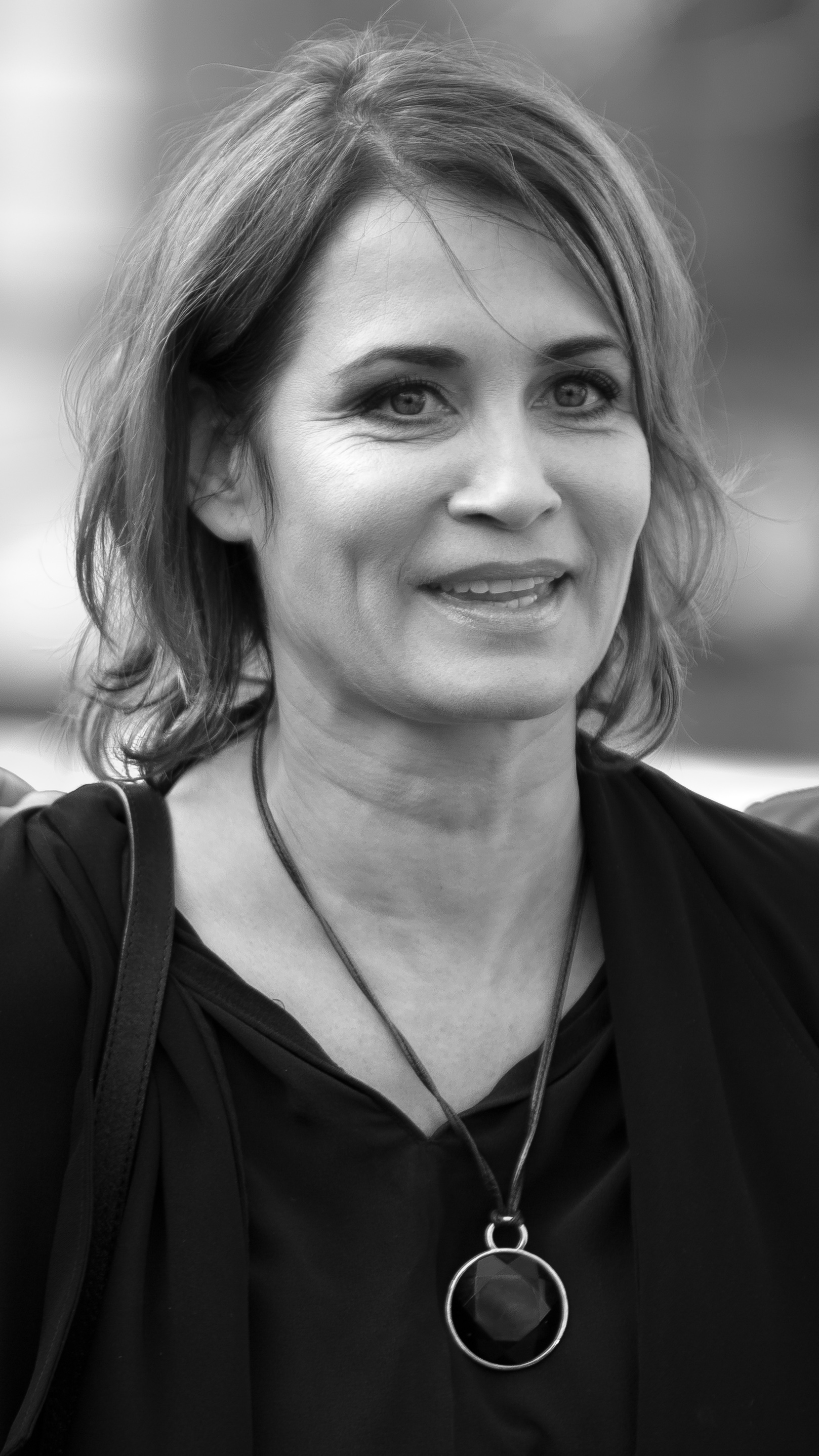
Anja Kling spielt Konstanze Otto-Röver (Foto von 2017)

Zweibettzimmer ist eine deutsche Filmkomödie von Isabel Kleefeld aus dem Jahr 2017, die frei auf dem Roman Ziemlich beste Freundinnen von Astrid Ruppert basiert. Der Film wurde erstmals am 10. April 2017 im Fernsehprogramm des ZDF ausgestrahlt.

## Handlung
Konstanze ist Oberärztin in der Kardiologie eines Berliner Klinikums und Mutter zweier Kinder. Die Ehe mit ihrem Mann Philipp befindet sich gerade in Scheidung, weil dieser sie nach 14 Jahren ihrer Ehe mit ihrem schwedischen Au-pair-Mädchen betrogen hat. Ihre Kinder Lotte und Malte wissen nichts davon. Sie sehen in ihrem Vater denjenigen, der ihnen eine Menge erlaubt, während sich Konstanze akribisch um alles kümmert und das Leben ihrer Kinder durchorganisiert, angefangen von notwendigen Schulaufgaben über die Ballettschule bis hin zu kieferorthopädischen Behandlungen. Doch jetzt zieht sich Konstanze bei einem Treppensturz einen komplizierten Beinbruch zu und muss gezwungenermaßen zur Reha. Philipp kümmert sich in dieser Zeit um die Kinder, was Konstanze nicht wirklich recht ist.
In der Rehaklinik angekommen, gibt es für Konstanze eine unangenehme Überraschung. Aufgrund eines Softwarefehlers im Computerprogramm erhält sie kein Einzelzimmer, sondern muss sich ein Zweibettzimmer mit der jüngeren Jackie teilen, die aufgrund von Rückenbeschwerden in der Klinik ist. Beide kennen sich flüchtig, denn Konstanze ist Jackie vor ein paar Tagen schon einmal bei einer Auseinandersetzung begegnet, als Jackies Tochter die Straße nicht überqueren wollte und so Konstanze auf ihrem Weg mit dem Auto zur Arbeit aufhielt. Jackie ist ihrem Wesen nach gänzlich anders als Konstanze, hat drei Kinder von drei Vätern, geht mehreren Minijobs nach, hat grell lackierte Fingernägel und imponiert durch ein loses Mundwerk. Das gibt natürlich Querelen, aber nach und nach finden die beiden Frauen einen Draht zueinander.
Mehr Sorgen bereitet Konstanze die Situation ihrer beiden Kinder. Von ihrem Vater mit neuen Freiheiten verwöhnt, sagt Lotte am Telefon, sie würde lieber zu ihm ziehen, da Mutter und Tochter sich sowieso nur auf die Nerven gingen. Konstanze beginnt nachts zu weinen, und Jackie tröstet sie mit einer Flasche Prosecco. Am nächsten Morgen beschließen die Frauen, außer Haus zu frühstücken und verbringen ein paar Stunden im Ort. Jackie lackiert Konstanze die Fingernägel und die beiden Frauen gönnen sich noch einen Joint, bevor sie in der Nacht in einer Kirche am Klavier Lieder singen und die Zeit zu zweit genießen. Konstanze möchte sich revanchieren, indem sie für Jackie im Internet einen Ausbildungsplatz für einen Kosmetikkurs heraussucht. Jackie ist wütend darüber, weil sie meint, Konstanze mische sich überall ein. Da jetzt ein Einzelzimmer frei wird, kann Konstanze ausziehen, und die beiden können sich aus dem Weg gehen.
Eines Abends retten beide Frauen einer Mitpatientin das Leben, Jackie durch ihre Kenntnisse der Wiederbelebung, die von ihr herbeigerufene Konstanze durch eine Adrenalin-Injektion. Das bringt die Frauen wieder zusammen. Tochter Lotte taucht in der Klinik auf, sie hat eine E-Mail des schwedischen Au-pair-Mädchens an ihren Vater gelesen und will wieder zu ihrer Mutter. Konstanze sagt Lotte, dass sie sehr glücklich mit ihren beiden Kindern sei, auch wenn diese nicht zum Ballett gingen oder in der Schule sitzenblieben. Am nächsten Tag, als die beiden Frauen im Garten der Klinik sitzen, gesteht Jackie Konstanze, dass sie nicht lesen und schreiben könne.

## Hintergrund
Zweibettzimmer wurde vom 7. Juni 2016 bis zum 7. Juli 2016 in Berlin und Brandenburg gedreht. Produziert wurde der Film von der Wiedemann & Berg Filmproduktion für das ZDF. Die Aufnahmen in der Rehaklinik fanden in der Bad Belziger Rehaklinik Hoher Fläming statt, wobei der normale Patientenbetrieb weiterlief.
Im März 2020 starteten die Dreharbeiten für die Filmfortsetzung Dreiraumwohnung. Der Film wurde im August 2021 veröffentlicht.

## Soundtrack
Für den Soundtrack wurden unter anderem folgende Songs verwendet:
- Dave Brubeck Quartet (Unsquare Dance)
- Deee-Lite (Groove Is In The Heart)
- Awolnation (Sail)
- Feist (Lonely Lonely)

## Rezeption

### Kritik
Das Lexikon des internationalen Films schreibt: „Plakative (Fernseh-)Komödie voller plumper Klischees, die sich in der zweiten Hälfte zum verlogenen sozialromantischen Märchen entwickelt.“
Die Kritiker der Fernsehzeitschrift TV Spielfilm zeigten mit dem Daumen nach unten und vergaben für Humor einen von drei möglichen Punkten. Sie kommentierten den Film zynisch mit den Worten: „’ne Reha könnten wir jetzt auch gebrauchen.“
In der Frankfurter Allgemeinen Zeitung schreibt Oliver Jungen, der Film böte Freundinnenkitsch vom Feinsten. „[B]ei allem Stumpfsinn“ in einem solchen „idyllische[n] Kasperletheater“ solle man den Film vielleicht mehr als eine Art Wellness-Anwendung verstehen: „eine Schlammpackung für die Seele“. Insgesamt kommt der Kritiker aber zu dem Schluss, dass wir bessere Filme verdient hätten.
Rainer Tittelbach gibt dem Film in seiner Besprechung auf tittelbach.tv insgesamt 3,5 von 6 Sternen.

### Einschaltquoten
Bei seiner Erstausstrahlung am 10. April 2017 im ZDF sahen 6,23 Millionen Zuschauer den Film. Dies entsprach einem Marktanteil von 19,3 %.